# 카를로 치폴라 (1922년)
카를로 M. 치폴라(이탈리아어: Carlo M. Cipolla, 1922년 8월 15일~2000년 9월 5일)는 이탈리아의 역사학자이다. 역사 기록 판독을 통한 미시적인 접근 방식으로 진행된 유럽 중세와 근대 경제사 연구에 관한 업적으로 잘 알려져 있다. 파비아 대학교, 소르본 대학교를 거쳐 런던 정치경제대학교에서 박사 학위를 취득했으며, 카타니아 대학교 등 여러 이탈리아 대학교에서 교편을 잡았다. 1959년부터 1991년까지 캘리포니아 대학교 버클리에서 경제사 교수로 활동했다.

## 저서
치폴라는 출간한 저작들 대부분은 영미권에서 교편을 잡을 당시에 영어로 집필되었으며, 후에 이탈리아어로 번역되었다.
- 《인간, 기술, 경제》(Uomini, tecniche, economie, 1962) = 《세계 인구의 경제사》(The Economic History of World Population)
- 《범선과 대포》(Vele e cannoni, 1965) = 《유럽 확장 1400-1700 시대의 대포와 범선의 초기 단계》(Guns and sails in the early phase of European expansion 1400-1700) = 대한민국에서는 《대포, 범선, 제국》이라는 제목으로 번역 출간
- 《시간의 기계 - 시계와 사회》(Vele e cannoni, 1965) = 《시계와 문화》(Clocks and culture, 1300-1700) = 대한민국에서는 《시계와 문명》이라는 제목으로 번역 출간
- 《교육 및 개발 - 서구 세계의 문맹률 감소》(Istruzione e sviluppo Il declino dell'analfabetismo nel mondo occidentale, 1965) = 《서구의 문해와 발전》(Literacy and Development in the West, 1300-1700)
- 《산업화 이전의 유럽 경제사》(Storia economica dell'Europa pre-industriale, 2002)